# Гаврилов, Михаил Александрович (партийный деятель)
Михаил Александрович Гаврилов — советский хозяйственный, государственный и политический деятель.

## Биография
Родился в 1910 году в Астрахани. Член ВКП(б) с 1931 года.
С 1928 года — на хозяйственной, общественной и политической работе. В 1928—1970 гг. — чернорабочий, рассыльный, грузчик, кочегар, машинист колхоза, красноармеец, на комсомольской работе, 1-й секретарь Нижне-Амурского областного комитета ВКП(б), заместитель председателя Хабаровского крайисполкома, секретарь Хабаровского краевого комитета ВКП(б) по кадрам, секретарь Курского областного комитета ВКП(б), в распоряжении ЦК ВКП(б)/КПСС, 2-й секретарь ЦК КП Киргизской ССР, заместитель министра рыбного хозяйства РСФСР.
Избирался депутатом Верховного Совета СССР 6-го созыва. Делегат XXII съезда КПСС.
Умер в Москве в августе 1979 года.